# Jean-Pierre Calloc'h
Yann-Ber Kalloc'h (Jean-Pierre Calloc'h en francés) fue un escritor en bretón nacido el 21 de julio de 1888 en la isla de Groix y muerto el 10 de abril de 1917 en Urvillers (Aisne) en el transcurso de los combates por la defensa de Verdún durante la Primera Guerra Mundial.
Hijo de un humilde pescador, quedó huérfano en 1902. Estudió durante un tiempo en el seminario de Sainte-Anne d'Auray en 1900 y en el de Vannes, en bretón Gwened en 1905, pero lo dejó para poder ocuparse de sus hermanos enfermos. Participó en el Gorsedd de Bretaña con el sobrenombre de Bleimor (Lobo de mar). Compuso numerosos poemas místicos y cristianos, la mayor parte de ellos en el frente de batalla.

## Obras
- Mem bro (1900).
- Mor du (1900).
- Plaintes (febrero de 1902).
- L'orphelin de la côte (febrero de 1902).
- La dernière parole de Jésus (marzo de 1902).
- Ker-Is (abril de 1902).
- Les filles de Groix (1902).
- Ar mor (1902).
- La légende de Sainte Catherine (25 de noviembre de 1904).
- Le prêtre (1904).
- Barde et prêtre (1904).
- Au son de la harpe (1904).
- Hirvoud (1905).
- Dihunamb ! (1905).
- Sant Eugen (12 de julio de 1905).
- Huneeh (1905).
- Kan-Bale er chouanted (1905).
- Au grand outrage (10 de marzo de 1906).
- Mon île adorée (1906).
- Er flamanked (1906).
- En neu veuer (1906).
- Gourhemen a houil mat (13 de julio de 1907).
- Kenevo soudard Breih (1907).
- Complainte de M.Noël (1907).
- Gouil mat ! (15 août 1907).
- Nendeleg en harlu (1907).
- Er voraerion (1908).
- Merhed Groai (1908).
- Pardonet d'emb hun Offanseu (1909).
- En eutreu Uzel, person Groé (1695-1717) (1909).
- Étude sur la Boussole Bretonne (1910).
- Au barde-rieur (1911).
- Les tueurs du Breton (1911).
- Ar en deulin (1913, publicado después de la guerra).
- Les Pêcheurs Bretons en Mauritanie.
- Les P'tits Poilus de 1915 (1915).